# Không nơi ẩn nấp
Không nơi ẩn nấp là một bộ phim trinh thám, khai thác đề tài cuộc chiến tranh Việt Nam của đạo diễn Phạm Kỳ Nam, ra mắt lần đầu năm 1971.

## Nội dung
Một toán gồm ba biệt kích đổ bộ ra miền Bắc. Chúng cử Sơn đến tìm người bạn cũ đã đi lính cho Pháp, nay làm đội trưởng du kích xã để bắt mối, nhưng bị từ chối. Trở về rừng, hắn bị đồng bọn thủ tiêu vì sợ lộ.
Hai tên biệt kích còn lại giả làm bộ đội về quê nghỉ phép. Gặp một anh bộ đội, chúng hỏi thăm đường. Vì thiếu cảnh giác, anh bộ đội nhờ chúng mang hộ thư và quà cho bạn gái anh là Mai. Được dịp may, chúng tìm đến địa chỉ ghi trong thư. Gia đình Mai gồm bố già và chị gái là The. Hai tên biệt kích được gia đình tiếp đón niềm nở và mời nghỉ lại. Chúng đưa giấy tờ giả mạo ghi tên là Nguyễn Văn Bội và Trần Luyến để trình báo công an hộ khẩu xã. Công an hơi nghi nhưng còn để theo dõi. Chúng tỏ ra rất hòa đồng với quần chúng, giúp đỡ nhân dân, Luyến còn tỏ tình với cô The vì nghĩ rằng không có chỗ nào nấp kín đáo bằng trái tim phụ nữ.
Nhưng bản chất của chúng không sớm thì muộn cũng bị lộ ra. Cô The đã kịp thời vạch mặt Luyến và công an xã tiến hành bắt Luyến. Bội trốn thoát vào rừng. Bội bắt một em bé chăn trâu chở đò đưa y ra biển. Song em bé đã nhanh trí báo cho công an biên phòng hải phận bắt Bội. 

## Diễn viên
- Ngô Nam vai Bội.[1]
- Thế Anh vai Luyến.[2]
- Kim Anh vai The.
- Trịnh Thịnh vai Hai Dong.[3]
- Huy Công vai ông Mai (bố The).[4]
- Lịch Du vai vợ Hai Dong.[5]
- Tự Huy
- Đỗ Thủy
- Phan Văn Khai
- Tuấn Tú

## Giải thưởng
| Năm  | Lễ trao giải                      | Hạng mục               | Kết quả   | Nguồn |
| ---- | --------------------------------- | ---------------------- | --------- | ----- |
| 1973 | Liên hoan phim Việt Nam lần thứ 2 | Phim điện ảnh xuất sắc | Bằng khen | [ 6 ] |